# Wartenberg, Bayern
Wartenberg är en köping (Markt) i Landkreis Erding i Regierungsbezirk Oberbayern i förbundslandet Bayern i Tyskland.
Köpingen ingår i förvaltningsgemenskapen Wartenberg tillsammans med kommunerna Berglern och Langenpreising.